# Hermonassa pygmaea
Hermonassa pygmaea är en fjärilsart som beskrevs av Charles Boursin 1967. Hermonassa pygmaea ingår i släktet Hermonassa och familjen nattflyn. Inga underarter finns listade i Catalogue of Life.